# Argentina aliceae
Argentina aliceae е вид лъчеперка от семейство Argentinidae. Видът не е застрашен от изчезване.

## Разпространение и местообитание
Разпространен е в Еквадор, Колумбия, Коста Рика, Никарагуа, Панама, Перу, Салвадор и Хондурас.
Среща се на дълбочина от 73 до 275 m, при температура на водата от 13,8 до 17,1 °C и соленост 34,8 – 35 ‰.

## Описание
На дължина достигат до 15 cm.